# Sciaridae
Gli Sciaridi (Sciaridae Billberg, 1820) sono una famiglia cosmopolita di insetti dell'ordine dei Ditteri (Nematocera: Bibionomorpha). Nell'ambito della superfamiglia Sciaroidea rappresenta uno dei raggruppamenti più importanti, insieme ai Cecidomyiidae e ai Mycetophilidae.

## Generalità
Gli Sciaridi sono il raggruppamento più consistente, dopo i Mycetophilidae, fra i cosiddetti moscerini dei funghi. Si conoscono circa 1700 specie descritte, ma si presume che il numero reale di specie, in gran parte sconosciute e diffuse in ambienti tropicali, sia di gran lunga superiore, sfiorando probabilmente l'ordine delle 20000 specie.
Si differenziano dagli altri moscerini dei funghi, i Mycetophilidae sensu lato, nei quali erano un tempo compresi, per alcuni caratteri morfologici e, in particolare, per il ponte oculare di ommatidi. Dai Cecydomyiidae, invece, si differenziano per la presenza degli speroni tibiali. La determinazione delle specie, nell'ambito della famiglia, è tuttavia difficile a causa della sostanziale uniformità morfologica, aspetto che ricorre sia negli Sciaridae sia negli Sciaroidea in generale. Per la colorazione scura delle ali, gli anglosassoni usando spesso riferirsi agli insetti di questa famiglia con il nome comune di dark-winged fungus gnats ("moscerini dei funghi dalle ali scure") per distinguerli dai Mycetophilidae sensu lato, genericamente denominati fungus gnats. Va comunque precisato che la denominazione generica di fungus gnats fa spesso riferimento anche agli Sciaridae. Un altro emblematico riferimento alla colorazione scura della livrea si riscontra nel nome comune in tedesco, Trauermücken ("moscerini a lutto").

## Descrizione
L'adulto si presenta come un piccolo moscerino dal corpo esile, di piccole dimensioni, con 1-8 mm di lunghezza, a volte fino a 10–11 mm. La livrea è generalmente scura, comprese le ali, talvolta bruna o giallastra. È piuttosto frequente il dimorfismo sessuale, con maschi alati e femmine attere.
Il capo è ipognato, relativamente piccolo rispetto al resto del corpo e ben distinto dal torace, fornito di antenne di 16 articoli, occhi composti ben sviluppati e ocelli in numero di tre. Caratteristica morfologica, ricorrente nella quasi totalità degli Sciaridae, è la presenza di una serie di ommatidi, disposta in posizione frontale sopra l'inserzione delle antenne, che mette in connessione i due occhi (ponte oculare). L'apparato boccale è di tipo succhiante non perforante.

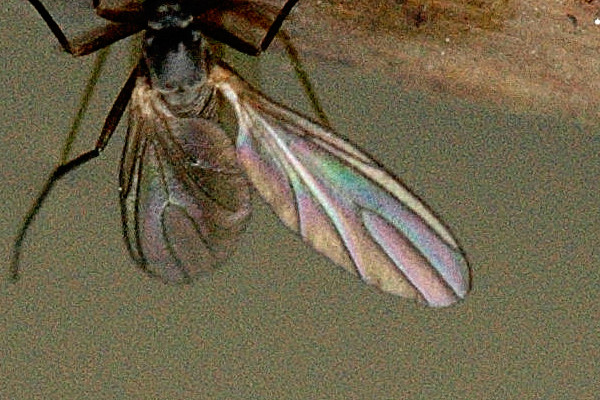
Dettaglio dell'ala di uno sciaride del genere Bradysia.

Il torace è moderatamente gibboso. Le zampe sono lunghe e sottili, con coxe relativamente allungate e tibie fornite di 1-2 speroni. Le ali sono ben sviluppate, trasparenti ma spesso uniformemente scure.
Le ali hanno una venatura semplificata, come nella generalità dei Bibionomorpha. La costa si estende lungo tutto il margine anteriore fino all'apice dell'ala, raccogliendo la confluenza dei rami della radio, e si interrompe fra la terminazione di R5 e quella di M1, fino quasi a raggiungere quest'ultima. La subcosta è più o meno breve e si interrompe prima di confluire sulla costa. La radio è suddivisa in due sole ramificazioni (R1 e R5), con settore radiale (Rs) breve e trasversa. La vena trasversa radio-mediale (r-m) è disposta longitudinalmente ed è allineata con il ramo R5. La media è ben sviluppata e distalmente si biforca nei due rami M1 e M2. In Bradysia, uno dei generi più importanti della famiglia, il ramo comune M1+2, dalla confluenza della radio-mediale alla biforcazione, è appena accennato, perciò la biforcazione della media appare separata dal resto della venatura. La cubito si biforca generalmente in posizione prossimale, perciò i rami CuA1 CuA2 sono distinti fin dalla base dell'ala. Le nervature anali sono rappresentate da A1, ben delineata ma non raggiungente il margine dell'ala. A volte è presente anche A2, ma appena accennata.
| |  |
| Schema della venatura alare nella generalità degli Sciaridi (a sinistra) e in Bradysia (a destra). Legenda: C: costa; Sc: subcosta; R: radio; M: media; Cu: cubito; A: anale; r-m: radio-mediale; h: omerale. |  |

Le larve hanno la morfologia tipica degli Sciaroidei: sono apode, esili e allungate, di colore biancastro, con capo scuro. A maturità possono raggiungere una lunghezza di 8–9 mm.

## Biologia

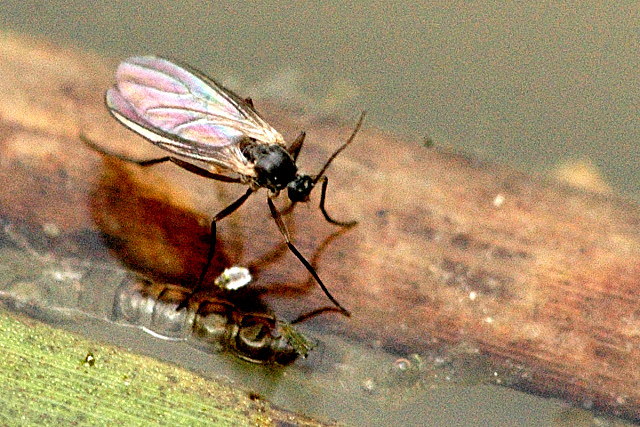
Bradysia sp.

Come tutti gli Sciaroidei del raggruppamento generico fungus gnats, le larve degli Sciaridi sono per lo più associate ai funghi, tuttavia l'etologia di questa famiglia, sotto l'aspetto trofico, si presenta eterogenea come, del resto, nella generalità degli Sciaroidei. A differenza dei Cecidomyiidae, prevalentemente fitofagi, le larve degli Sciaridae sono in larga prevalenza micetofaghe e si nutrono a spese di corpi fruttiferi, di spore e di miceli fungini. La micetofagia non è il regime alimentare esclusivo, per quanto ricorrente nella famiglia, in quanto le larve di molte specie si nutrono anche di materiale organico in decomposizione, di origine animale o vegetale, ad alto tenore in acqua.
Larve di sciaridi si rinvengono comunemente nel legno marcescente, nelle lettiere, negli escrementi di animali, nei nidi degli uccelli, sotto le cortecce degli alberi e nelle cavità naturali. Vari sono gli ambienti colonizzati, oltre a quelli forestali, e larve di sciaridi possono invadere, ad esempio, anche le coltivazioni, soprattutto su substrati freschi e umidi, nelle serre e nelle fungaie, o gli ambienti domestici, nei vasi delle piante ornamentali, allevate su terriccio fertile e umido. Diverse sono le specie con larve radicicole o fillominatrici. In quest'ultimo caso non si può parlare di fitofagia obbligata, dato che le larve fitofaghe sono spesso associate a funghi fitopatogeni trasmessi all'ospite o sono saprofaghe e commensali di altri fitofagi. Fra i comportamenti inusuali va citato quello di Austrosciara termitophila, le cui larve vivono come commensali nei nidi delle termiti.

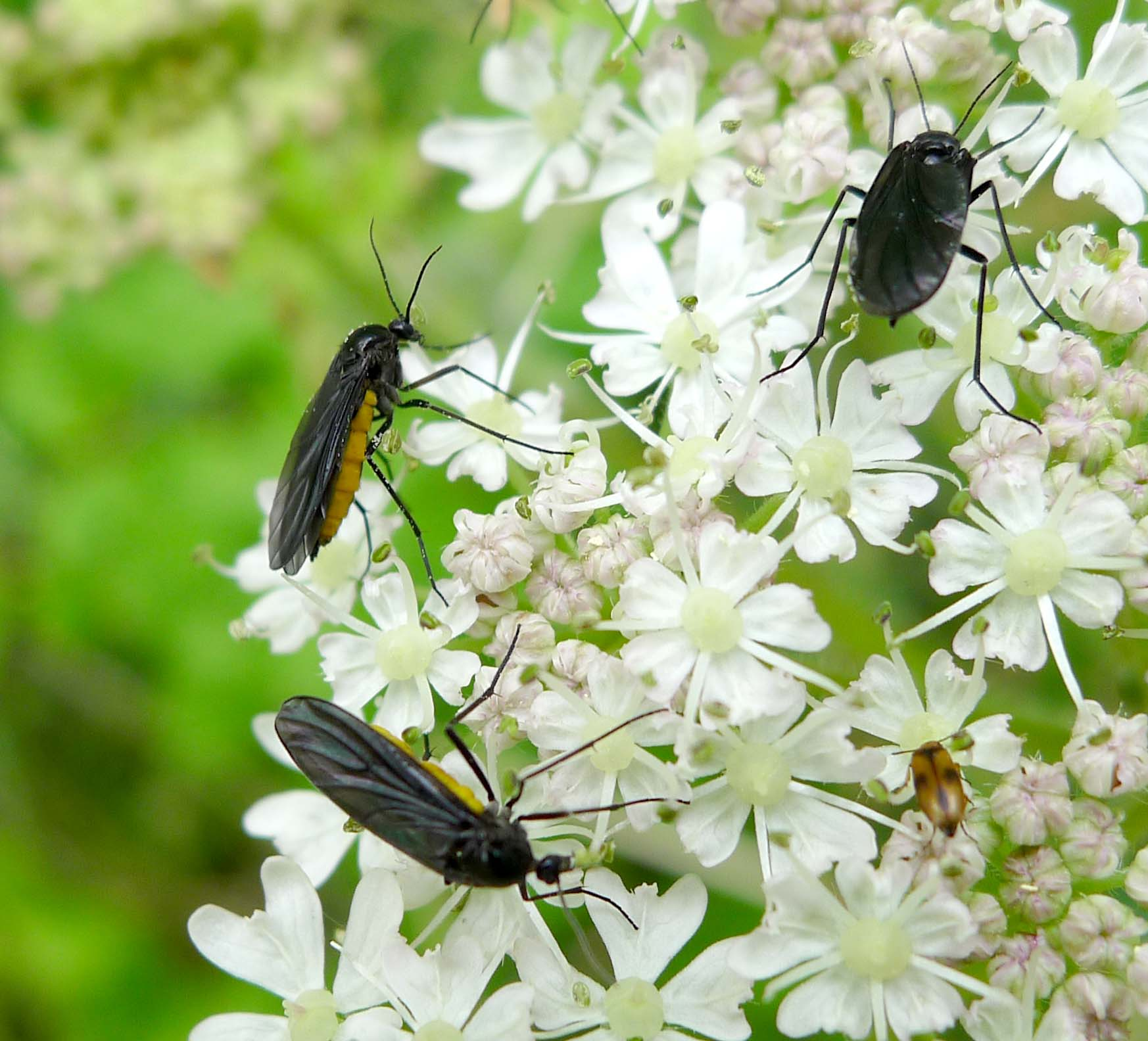
Sciara sp.

Un comportamento curioso, riscontrato in molti Sciaridae, come in alcune larve di Keroplatidae, è la tendenza a formare aggregazioni migranti, spostandosi in massa dai siti di alimentazione a quelli di impupamento. Questo comportamento è esaltato nella specie Sciara militaris: le larve, dette militari, migrano strisciando una sopra l'altra in aggregazioni formate anche da migliaia di individui, formando colonne che possono essere lunghe 4–5 m, larghe 5–7 cm e spesse 1–2 cm.
Gli adulti sono mediocri volatori e si muovono a brevi salti più che con voli veri e propri. Sono facilmente attratti dalla luce artificiale e pur non essendo nocivi possono risultare fastidiosi quando si introducono nelle abitazioni.
Una femmina può deporre 100-200 uova che schiudono in pochi giorni. Lo sviluppo postembrionale si svolge in circa tre settimane, di cui due trascorse allo stadio di larva e una allo stadio di pupa.

## Danni
Gli Sciaridi, insieme ai Phoridae (Diptera: Brachycera), sono tra i principali insetti dannosi alla fungicoltura. Alcune specie possono provocare attacchi tali da distruggere il 100% della produzione, come ad esempio Lycoriella auripila, Lycoriella solani, Scaptosciara vivida, Bradysia umbratica. Il danno è prodotto dallo sviluppo in massa delle larve, che minano il corpo fruttifero nelle parti carnose del gambo e del cappello fino a renderlo una massa spugnosa.
Le specie fitofaghe, fatta qualche eccezione per le fillominatrici, si insediano prevalentemente nel terreno o nel substrato di crescita attaccando le radici. Spesso l'attacco degli Sciaridae alle piante coltivate è associato a quello di altri ditteri radicicoli, rendendo difficile la valutazione dell'effettiva entità del danno prodotto dalle larve di sciaridi: infatti, il regime dietetico, non strettamente fitofago ma fondamentalmente saprofago, non esclude che le larve di Sciaridae si comportino come commensali di altri fitofagi. A prescindere dal danno diretto, va comunque precisato che gli Sciaridi trasmettono funghi fitopatogeni agenti di marciumi radicali e marciumi basali, quali Pythium, Phythophtora, Botrytis, Verticillium.
Fra le piante attaccate ricorrono frequentemente le ortive e le ornamentali coltivate in ambiente protetto, sia in serra sia in appartamento, ambienti che permettono la successione continua dei cicli per tutto l'anno. Fra le colture in pieno campo attaccate dagli sciaridi sono citate in letteratura la patata, il frumento, l'erba medica, il trifoglio. I danni sono particolarmente ingenti nelle giovani piantine, più sensibili agli attacchi alle radici e al colletto. I sintomi si manifestano con una crescita stentata, a cui segue l'appassimento e, infine, la morte della piantina se ne viene pregiudicata la nutrizione.

## Difesa
La lotta contro le larve di sciaride si applica in via preventiva con la disinfestazione dei substrati di coltivazione. Per via chimica si ricorre alla fumigazione o all'incorporamento di un geodisinfestante, per via fisica si può ricorrere al trattamento termico mediante sterilizzazione con il vapore o, entro certi limiti, con la solarizzazione. Per via biologica si può ricorrere anche all'uso di bioinsetticidi, come i nematodi entomopatogeni (Steinernema feltiae).
Altri interventi utili consistono nella lotta preventiva agli adulti e nello spargimento di sabbia, sulla superficie del substrato, al fine di ostacolare le ovideposizioni.

## Filogenesi ed evoluzione

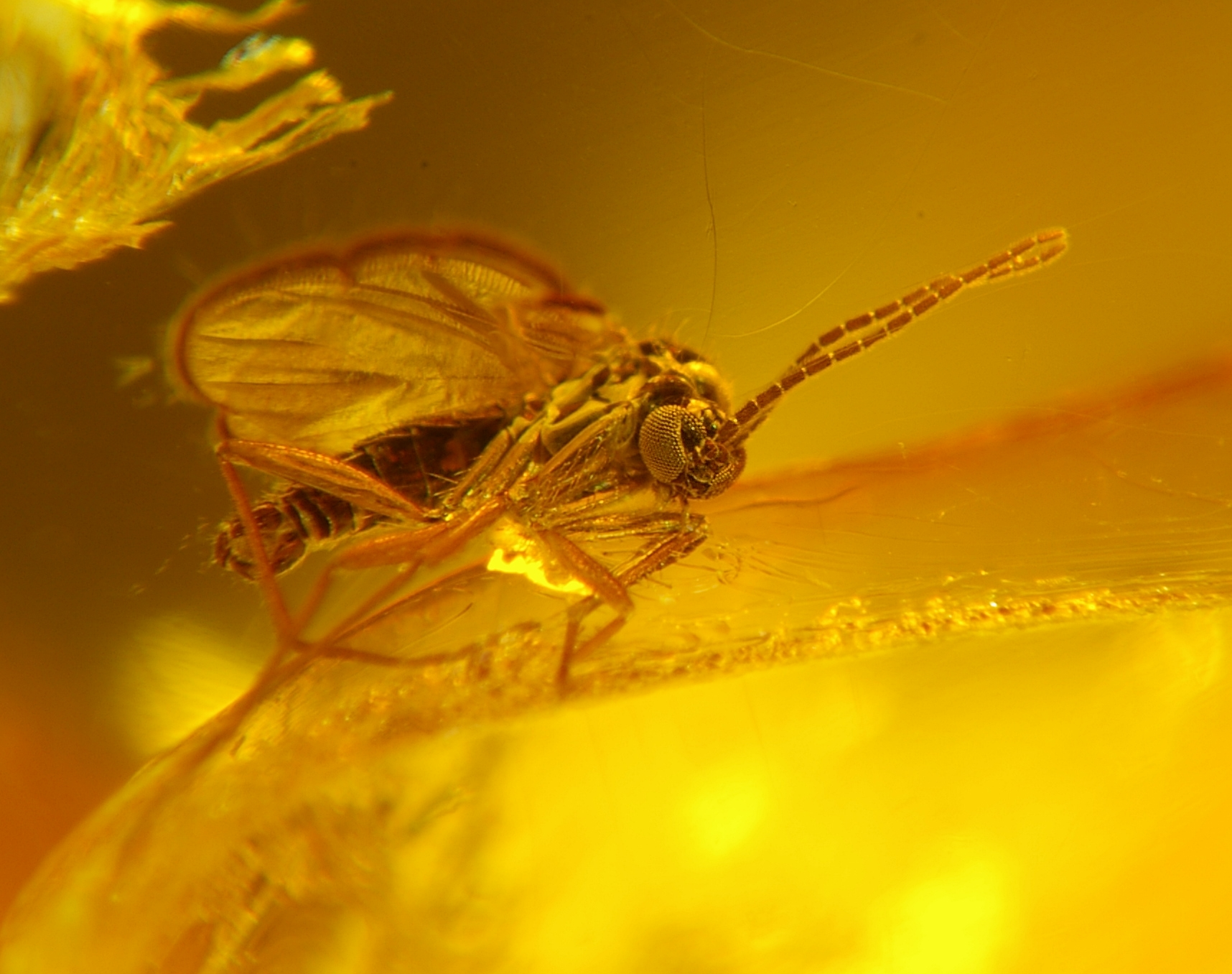
Fossile di sciaride incluso nell'ambra.

Come la maggior parte delle famiglie di Bibionomorfi attualmente esistenti, la comparsa degli Sciaridi risale al Mesozoico, in un periodo che si colloca fra il tardo Giurassico e l'inizio del Cretaceo. Numerosi sono i ritrovamenti di sciaridi nell'ambra del Cretaceo.
Le conoscenze relative alla filogenesi degli Sciaridi sono ancora incomplete e in parte confuse. È ormai appurato che gli Sciaridi fanno parte, come i Cecidomidi e i Micetofilidi sensu lato del clade monofiletico che fa capo al raggruppamento denominato, da HENNIG Mycetophiliformia e che si identifica con la superfamiglia degli Sciaroidea. Malgrado le affinità morfologiche, le ricerche in proposito fanno presumere che il ramo evolutivo degli Sciaridi si sia staccato da quello degli altri fungus gnats piuttosto precocemente e, comunque, dopo il ramo dei Cecidomiidi. Cecidomidi e Sciaridi sarebbero perciò due rami evolutivi distinti e paralleli a quello degli altri Sciaroidei. I rapporti filogenetici con gli altri Mycetophiliformia sono complessi e non del tutto chiariti ma esisterebbero correlazioni più strette fra una parte degli sciaridi e i Rangomaramidae da un lato e il clade Lygistorrhinidae+Mycetophilidae da un altro. Queste relazioni complesse sono alla base delle frequenti revisioni tassonomiche che hanno visto spostamenti di generi che coinvolgono da un lato la famiglia dei Cecidomiidi e da un altro alcune famiglie dei Micetofilidi. D'altra parte va ricordato che in passato l'intera famiglia degli Sciaridi era inclusa, al rango di sottofamiglia, nei Fungivoridae (Mycetophilidae sensu lato).

## Sistematica
La famiglia, in passato inclusa dagli Autori nei Mycetophilidae al rango di sottofamiglia, è da tempo classificata separatamente dagli altri Sciaroidei associati ai funghi. Fra i generi compresi nella famiglia sono citati i seguenti:
- Aerumnosa
- Allopnyxia
- Amesicrium
- Apelmocreagris
- Austrosciara
- Bradysia
- Bradysiopsis
- Camptochaeta
- Chaetosciara
- Claustropyga
- Corynoptera
- Cosmosciara
- Cratyna
- Ctenosciara
- Dasysciara
- Dichopygina
- Dodecasciara
- Epidapus
- Eugnoriste
- Hyperlasion
- Keilbachia
- Lengersdorfia
- Leptosciarella
- Lobosciara
- Lycoriella

- Metangela
- Mohenia
- Neophnyxia
- Odontosciara
- Parapnyxia
- Pelliciplanta
- Phytosciara
- Plastosciara
- Pnyxia
- Pseudolycoriella
- Pseudozygomma
- Pseudozygoneura
- Rhynchosciara
- Scatopsciara
- Schwenckfeldina
- Sciara
- Sciarobezzia
- Scythropochroa
- Spathobdella
- Trichodapus
- Trichomegalosphys
- Trichosia
- Xylosciara
- Zygoneura

In Italia è citata la presenza di oltre un centinaio di specie, ripartite fra 21 generi. Fra i generi più rappresentati vi sono Bradysia, Sciara, Trichosa e Corynoptera.